# Rumänische Squashnationalmannschaft
Die rumänische Squashnationalmannschaft ist die Gesamtheit der Kader des rumänischen Squashverbandes Federația Română de Squash. In ihm finden sich rumänische Sportler wieder, die ihr Land sowohl in Einzel- als auch in Teamwettbewerben national und international im Squashsport repräsentieren.

## Historie

### Herren
Rumänien gab 2015 sein Debüt bei den Europameisterschaften und belegte unter 31 teilnehmenden Ländern den 30. Platz. Die Mannschaft wiederholte ein Jahr darauf diese Platzierung, war damit aber dieses Mal Letzter. 2017 erreichte sie Rang 32 von 34, 2018 Rang 33 von 38. 2019 wurde sie 33. bei 35 Teilnehmern. Ihr bis dato bestes Resultat erzielte die Mannschaft daraufhin 2022 mit dem 25. Platz bei 33 Teilnehmern. 2023 verbesserte sie sich auf Rang 23 und 2024 auf Rang 22.
An Weltmeisterschaften nahm die Mannschaft bislang nicht teil.

### Damen
Die Damenmannschaft debütierte 2016 bei den Europameisterschaften und schloss das Turnier auf Rang 24 ab, womit sie zwei gegnerische Mannschaften hinter sich ließ. Die zweite Teilnahme erfolgte erst 2019 und endete mit dem 27. Platz unter 28 Teilnehmern. 2022 belegte die Mannschaft Platz 25 von 27. 2023 verbesserte sie sich auf Rang 19 und 2024 auf Rang 17.
Auch die Damenmannschaft nahm bislang nicht an Weltmeisterschaften teil.